# Freestyle-Skiing-Weltcup 2020/21
Der Freestyle-Skiing-Weltcup 2020/21 war eine von der FIS organisierte Wettkampfserie, die am 21. November 2020 in Stubai begann und am 27. März 2021 in Silvaplana endete. Ausgetragen wurden Wettbewerbe in den Disziplinen Aerials, Moguls, Dual Moguls, Skicross, Halfpipe, Slopestyle und Big Air.
Aufgrund der COVID-19-Pandemie und den damit verbundenen Reisebeschränkungen wurden mehrere Wettkämpfe aus dem ursprünglichen Programm abgesagt beziehungsweise verschoben. Zu den gestrichenen Wettbewerben zählen der im August angesetzte Weltcupauftakt im neuseeländischen Cardrona sowie mehrere Weltcups, vor allem außerhalb Europas.

## Männer

### Weltcupwertungen
| Rang | Name               | Punkte |
| ---- | ------------------ | ------ |
| 01   | Maxim Burow        | 526    |
| 02   | Noé Roth           | 320    |
| 03   | Pirmin Werner      | 305    |
| 04   | Stanislaw Nikitin  | 264    |
| 05   | Pawel Krotow       | 247    |
| 06   | Lewis Irving       | 238    |
| 07   | Nicolas Gygax      | 224    |
| 08   | Justin Schoenefeld | 219    |
| 09   | Maxim Huszik       | 196    |
| 10   | Makar Mitrafanau   | 195    |

| Rang | Name              | Punkte |
| ---- | ----------------- | ------ |
| 01   | Matt Graham       | 289    |
| 02   | Benjamin Cavet    | 271    |
| 03   | Ludvig Fjällström | 258    |
| 04   | Ikuma Horishima   | 246    |
| 05   | Brodie Summers    | 210    |
| 06   | Mikaël Kingsbury  | 200    |
| 07   | Marco Tadé        | 179    |
| 08   | Bradley Wilson    | 165    |
| 09   | Nick Page         | 134    |
| 10   | Dylan Walczyk     | 119    |

| Rang | Name              | Punkte |
| ---- | ----------------- | ------ |
| 01   | Reece Howden      | 691    |
| 02   | Jonas Lenherr     | 405    |
| 03   | Bastien Midol     | 395    |
| 04   | Florian Wilmsmann | 393    |
| 05   | David Mobärg      | 379    |
| 06   | François Place    | 352    |
| 07   | Ryan Regez        | 347    |
| 08   | Jonathan Midol    | 328    |
| 09   | Viktor Andersson  | 287    |
| 10   | Johannes Rohrweck | 280    |

| Rang | Name               | Punkte |
| ---- | ------------------ | ------ |
| 01   | Colby Stevenson    | 245    |
| 02   | Ferdinand Dahl     | 172    |
| 03   | Oliwer Magnusson   | 155    |
| 04   | Andri Ragettli     | 145    |
| 05   | Christian Nummedal | 144    |
| 06   | Sebastian Schjerve | 142    |
| 07   | Alexander Hall     | 137    |
| 08   | Antoine Adelisse   | 113    |
| 09   | Mac Forehand       | 104    |
| 10   | Aaron Blunck       | 100    |
|      | Birk Ruud          | 100    |

| Rang | Name            | Punkte |
| ---- | --------------- | ------ |
| 01   | Aaron Blunck    | 100    |
| 02   | Brendan MacKay  | 080    |
| 03   | Nico Porteous   | 060    |
| 04   | David Wise      | 050    |
| 05   | Birk Irving     | 045    |
| 06   | Alex Ferreira   | 040    |
| 07   | Noah Bowman     | 036    |
| 08   | Lyman Currier   | 032    |
| 09   | Miguel Porteous | 029    |
| 10   | Hunter Hess     | 026    |

| Rang | Name               | Punkte |
| ---- | ------------------ | ------ |
| 01   | Colby Stevenson    | 245    |
| 02   | Ferdinand Dahl     | 172    |
| 03   | Christian Nummedal | 118    |
| 04   | Sebastian Schjerve | 118    |
| 05   | Alexander Hall     | 105    |
| 06   | Mac Forehand       | 104    |
| 07   | Andri Ragettli     | 100    |
| 08   | Oliwer Magnusson   | 095    |
| 09   | Mark Hendrickson   | 084    |
| 10   | Evan McEachran     | 069    |

| Rang | Name               | Punkte |
| ---- | ------------------ | ------ |
| 01   | Birk Ruud          | 100    |
| 02   | Antoine Adelisse   | 080    |
| 03   | Oliwer Magnusson   | 060    |
| 04   | Kim Gubser         | 050    |
| 05   | Andri Ragettli     | 045    |
| 06   | Matěj Švancer      | 040    |
| 07   | Colin Wili         | 036    |
| 08   | Alexander Hall     | 032    |
| 09   | Édouard Therriault | 029    |
| 10   | Christian Nummedal | 026    |

### Wettbewerbe

#### Aerials
| Datum      | Ort              | 1. Platz             | 2. Platz             | 3. Platz             |
| ---------- | ---------------- | -------------------- | -------------------- | -------------------- |
| 04.12.2020 | Ruka             | Maxim Burow          | Pawel Krotow         | Ilja Burow           |
| 16.01.2021 | Jaroslawl        | Maxim Burow          | Pawel Krotow         | Noé Roth             |
| 23.01.2021 | Moskau           | Maxim Burow          | Christopher Lillis   | Noé Roth             |
| 30.01.2021 | Minsk-Raubitschy | Maxim Burow          | Stanislaw Nikitin    | Lewis Irving         |
| 05.02.2021 | Deer Valley      | Noé Roth             | Justin Schoenefeld   | Pirmin Werner        |
| 21.02.2021 | Calgary          | Wettbewerb abgesagt. | Wettbewerb abgesagt. | Wettbewerb abgesagt. |
| 13.03.2021 | Almaty           | Pirmin Werner        | Nicolas Gygax        | Lewis Irving         |

#### Moguls
| Datum      | Ort         | Disziplin   | 1. Platz                      | 2. Platz             | 3. Platz                    |
| ---------- | ----------- | ----------- | ----------------------------- | -------------------- | --------------------------- |
| 05.12.2020 | Ruka        | Moguls      | Ikuma Horishima               | Marco Tadé           | Ludvig Fjällström           |
| 12.12.2020 | Idre        | Moguls      | Benjamin Cavet                | Brodie Summers       | Nick Page                   |
| 13.12.2020 | Idre        | Dual Moguls | Matt Graham Ludvig Fjällström |                      | Jordan Kober Bradley Wilson |
| 04.02.2021 | Deer Valley | Moguls      | Mikaël Kingsbury              | Benjamin Cavet       | Matt Graham                 |
| 05.02.2021 | Deer Valley | Dual Moguls | Mikaël Kingsbury              | Matt Graham          | Benjamin Cavet              |
| 19.02.2021 | Calgary     | Moguls      | Wettbewerb abgesagt.          | Wettbewerb abgesagt. | Wettbewerb abgesagt.        |
| 20.02.2021 | Calgary     | Moguls      | Wettbewerb abgesagt.          | Wettbewerb abgesagt. | Wettbewerb abgesagt.        |
| 14.03.2021 | Almaty      | Moguls      | Wettbewerb abgesagt.          | Wettbewerb abgesagt. | Wettbewerb abgesagt.        |

#### Skicross
| Datum      | Ort          | 1. Platz                                                             | 2. Platz                                                             | 3. Platz                                                             |
| ---------- | ------------ | -------------------------------------------------------------------- | -------------------------------------------------------------------- | -------------------------------------------------------------------- |
| 15.12.2020 | Arosa        | David Mobärg                                                         | Alex Fiva                                                            | Joos Berry                                                           |
| 16.12.2020 | Arosa        | Viktor Andersson                                                     | Ryan Regez                                                           | Kevin Drury                                                          |
| 19.12.2020 | Val Thorens  | Wegen starker Windböen abgesagt und auf den 21. Dezember verschoben. | Wegen starker Windböen abgesagt und auf den 21. Dezember verschoben. | Wegen starker Windböen abgesagt und auf den 21. Dezember verschoben. |
| 20.12.2020 | Val Thorens  | Jonathan Midol                                                       | Reece Howden                                                         | Florian Wilmsmann                                                    |
| 21.12.2020 | Val Thorens  | Reece Howden                                                         | Ryan Regez                                                           | François Place                                                       |
| 15.01.2021 | Montafon     | Wegen starker Windböen abgesagt                                      | Wegen starker Windböen abgesagt                                      | Wegen starker Windböen abgesagt                                      |
| 20.01.2021 | Idre         | Bastien Midol                                                        | Viktor Andersson                                                     | François Place                                                       |
| 23.01.2021 | Idre         | Reece Howden                                                         | Jonas Lenherr                                                        | Niklas Bachsleitner                                                  |
| 24.01.2021 | Idre         | Reece Howden                                                         | Ryan Regez                                                           | Jonas Lenherr                                                        |
| 30.01.2021 | Feldberg     | Wegen schlechtem Wetter abgesagt                                     | Wegen schlechtem Wetter abgesagt                                     | Wegen schlechtem Wetter abgesagt                                     |
| 31.01.2021 | Feldberg     | Wegen schlechten Wetter abgesagt                                     | Wegen schlechten Wetter abgesagt                                     | Wegen schlechten Wetter abgesagt                                     |
| 19.02.2021 | Reiteralm    | Johannes Rohrweck                                                    | Reece Howden                                                         | Bastien Midol                                                        |
| 27.02.2021 | Bakuriani    | Florian Wilmsmann                                                    | David Mobärg                                                         | Jared Schmidt                                                        |
| 13.03.2021 | Sunny Valley | Reece Howden                                                         | Ryō Sugai                                                            | Joos Berry                                                           |
| 21.03.2021 | Veysonnaz    | Florian Wilmsmann                                                    | Bastien Midol                                                        | Tim Hronek                                                           |

#### Halfpipe
| Datum      | Ort              | 1. Platz             | 2. Platz             | 3. Platz             |
| ---------- | ---------------- | -------------------- | -------------------- | -------------------- |
| 05.02.2021 | Mammoth Mountain | Wettbewerb abgesagt. | Wettbewerb abgesagt. | Wettbewerb abgesagt. |
| 13.03.2021 | Calgary          | Wettbewerb abgesagt. | Wettbewerb abgesagt. | Wettbewerb abgesagt. |
| 21.03.2021 | Aspen            | Aaron Blunck         | Brendan MacKay       | Nico Porteous        |

#### Slopestyle
| Datum      | Ort              | 1. Platz             | 2. Platz             | 3. Platz             |
| ---------- | ---------------- | -------------------- | -------------------- | -------------------- |
| 21.11.2020 | Stubai           | Andri Ragettli       | Christian Nummedal   | Ferdinand Dahl       |
| 06.02.2021 | Mammoth Mountain | Wettbewerb abgesagt. | Wettbewerb abgesagt. | Wettbewerb abgesagt. |
| 14.03.2021 | Calgary          | Wettbewerb abgesagt. | Wettbewerb abgesagt. | Wettbewerb abgesagt. |
| 20.03.2021 | Aspen            | Colby Stevenson      | Mac Forehand         | Henrik Harlaut       |
| 21.03.2021 | Font-Romeu       | Wettbewerb abgesagt. | Wettbewerb abgesagt. | Wettbewerb abgesagt. |
| 27.03.2021 | Silvaplana       | Colby Stevenson      | Ferdinand Dahl       | Alexander Hall       |

#### Big Air
| Datum      | Ort         | 1. Platz             | 2. Platz             | 3. Platz             |
| ---------- | ----------- | -------------------- | -------------------- | -------------------- |
| 09.01.2021 | Kreischberg | Birk Ruud            | Antoine Adelisse     | Oliwer Magnusson     |
| 07.03.2021 | Calgary     | Wettbewerb abgesagt. | Wettbewerb abgesagt. | Wettbewerb abgesagt. |

## Frauen

### Weltcupwertungen
| Rang | Name                 | Punkte |
| ---- | -------------------- | ------ |
| 01   | Laura Peel           | 450    |
| 02   | Winter Vinecki       | 343    |
| 03   | Marion Thénault      | 312    |
| 04   | Ljubow Nikitina      | 286    |
| 05   | Emma Weiß            | 251    |
| 06   | Megan Nick           | 248    |
| 07   | Ashley Caldwell      | 236    |
| 08   | Hanna Huskowa        | 235    |
| 09   | Kaila Kuhn           | 226    |
| 10   | Anastassija Prytkowa | 200    |

| Rang | Name                    | Punkte |
| ---- | ----------------------- | ------ |
| 01   | Perrine Laffont         | 445    |
| 02   | Anri Kawamura           | 270    |
| 03   | Hannah Soar             | 250    |
| 04   | Kai Owens               | 234    |
| 05   | Jaelin Kauf             | 233    |
| 06   | Tess Johnson            | 197    |
| 07   | Hinako Tomitaka         | 155    |
| 08   | Kisara Sumiyoshi        | 154    |
| 09   | Justine Dufour-Lapointe | 154    |
| 10   | Jakara Anthony          | 154    |

| Rang | Name                     | Punkte |
| ---- | ------------------------ | ------ |
| 01   | Fanny Smith              | 945    |
| 02   | Alizée Baron             | 495    |
| 03   | Marielle Thompson        | 475    |
| 04   | Marielle Berger Sabbatel | 474    |
| 05   | Katrin Ofner             | 439    |
| 06   | Courtney Hoffos          | 382    |
| 07   | Talina Gantenbein        | 379    |
| 08   | Sandra Näslund           | 360    |
| 09   | Jade Grillet Aubert      | 313    |
| 10   | Zoe Chore                | 274    |

| Rang | Name              | Punkte |
| ---- | ----------------- | ------ |
| 01   | Tess Ledeux       | 380    |
| 02   | Mathilde Gremaud  | 159    |
| 03   | Sarah Höfflin     | 151    |
| 04   | Eileen Gu         | 146    |
| 05   | Kirsty Muir       | 130    |
| 06   | Katie Summerhayes | 129    |
| 07   | Johanne Killi     | 120    |
| 08   | Giulia Tanno      | 112    |
| 09   | Rell Harwood      | 111    |
| 10   | Rachael Karker    | 100    |

| Rang | Name              | Punkte |
| ---- | ----------------- | ------ |
| 01   | Rachael Karker    | 100    |
| 02   | Zoe Atkin         | 080    |
| 03   | Brita Sigourney   | 060    |
| 04   | Devin Logan       | 050    |
| 05   | Walerija Demidowa | 045    |
| 06   | Saori Suzuki      | 040    |
| 07   | Eileen Gu         | 036    |
| 08   | Abigale Hansen    | 032    |
| 09   | Amy Fraser        | 029    |
| 10   | Sabrina Cakmakli  | 026    |

| Rang | Name                 | Punkte |
| ---- | -------------------- | ------ |
| 01   | Tess Ledeux          | 300    |
| 02   | Kirsty Muir          | 124    |
| 03   | Sarah Höfflin        | 119    |
| 04   | Katie Summerhayes    | 115    |
| 05   | Mathilde Gremaud     | 114    |
| 06   | Eileen Gu            | 110    |
| 07   | Marin Hamill         | 100    |
| 08   | Rell Harwood         | 099    |
| 09   | Johanne Killi        | 080    |
| 10   | Anastassija Tatalina | 074    |

| Rang | Name             | Punkte |
| ---- | ---------------- | ------ |
| 01   | Giulia Tanno     | 100    |
| 02   | Tess Ledeux      | 080    |
| 03   | Kelly Sildaru    | 060    |
| 04   | Silvia Bertagna  | 050    |
| 05   | Mathilde Gremaud | 045    |
| 06   | Johanne Killi    | 040    |
| 07   | Lara Wolf        | 036    |
| 08   | Sarah Höfflin    | 032    |
| 09   | Megan Oldham     | 029    |
| 10   | Olivia Asselin   | 026    |

### Wettbewerbe

#### Aerials
| Datum      | Ort              | 1. Platz             | 2. Platz             | 3. Platz                |
| ---------- | ---------------- | -------------------- | -------------------- | ----------------------- |
| 04.12.2020 | Ruka             | Laura Peel           | Emma Weiß            | Anastassija Prytkowa    |
| 16.01.2021 | Jaroslawl        | Laura Peel           | Ashley Caldwell      | Ljubow Nikitina         |
| 23.01.2021 | Moskau           | Winter Vinecki       | Laura Peel           | Marion Thénault         |
| 30.01.2021 | Minsk-Raubitschy | Megan Nick           | Laura Peel           | Winter Vinecki          |
| 05.02.2021 | Deer Valley      | Danielle Scott       | Winter Vinecki       | Kaila Kuhn              |
| 21.02.2021 | Calgary          | Wettbewerb abgesagt. | Wettbewerb abgesagt. | Wettbewerb abgesagt.    |
| 14.03.2021 | Almaty           | Marion Thénault      | Ljubow Nikitina      | Schanbota Aldabergenowa |

#### Moguls
| Datum      | Ort         | Disziplin   | 1. Platz             | 2. Platz             | 3. Platz             |
| ---------- | ----------- | ----------- | -------------------- | -------------------- | -------------------- |
| 05.12.2020 | Ruka        | Moguls      | Perrine Laffont      | Jaelin Kauf          | Anastassija Smirnowa |
| 12.12.2020 | Idre        | Moguls      | Perrine Laffont      | Anri Kawamura        | Hannah Soar          |
| 13.12.2020 | Idre        | Dual Moguls | Perrine Laffont      | Jaelin Kauf          | Anri Kawamura        |
| 04.02.2021 | Deer Valley | Moguls      | Perrine Laffont      | Anri Kawamura        | Kisara Sumiyoshi     |
| 05.02.2021 | Deer Valley | Dual Moguls | Kai Owens            | Hannah Soar          | Tess Johnson         |
| 19.02.2021 | Calgary     | Moguls      | Wettbewerb abgesagt. | Wettbewerb abgesagt. | Wettbewerb abgesagt. |
| 20.02.2021 | Calgary     | Moguls      | Wettbewerb abgesagt. | Wettbewerb abgesagt. | Wettbewerb abgesagt. |

#### Skicross
| Datum      | Ort          | 1. Platz                                                             | 2. Platz                                                             | 3. Platz                                                             |
| ---------- | ------------ | -------------------------------------------------------------------- | -------------------------------------------------------------------- | -------------------------------------------------------------------- |
| 15.12.2020 | Arosa        | Alexandra Edebo                                                      | Fanny Smith                                                          | Sami Kennedy-Sim                                                     |
| 16.12.2020 | Arosa        | Fanny Smith                                                          | Marielle Thompson                                                    | Talina Gantenbein                                                    |
| 19.12.2020 | Val Thorens  | Wegen starker Windböen abgesagt und auf den 21. Dezember verschoben. | Wegen starker Windböen abgesagt und auf den 21. Dezember verschoben. | Wegen starker Windböen abgesagt und auf den 21. Dezember verschoben. |
| 20.12.2020 | Val Thorens  | Fanny Smith                                                          | Jade Grillet Aubert                                                  | Marielle Thompson                                                    |
| 21.12.2020 | Val Thorens  | Katrin Ofner                                                         | Daniela Maier                                                        | Marielle Thompson                                                    |
| 15.01.2021 | Montafon     | Wegen starker Windböen abgesagt                                      | Wegen starker Windböen abgesagt                                      | Wegen starker Windböen abgesagt                                      |
| 20.01.2021 | Idre         | Fanny Smith                                                          | Marielle Thompson                                                    | Talina Gantenbein                                                    |
| 23.01.2021 | Idre         | Alizée Baron                                                         | Marielle Berger Sabbatel                                             | Fanny Smith                                                          |
| 24.01.2021 | Idre         | Fanny Smith                                                          | Alizée Baron                                                         | Marielle Thompson                                                    |
| 30.01.2021 | Feldberg     | Wegen schlechtem Wetter abgesagt                                     | Wegen schlechtem Wetter abgesagt                                     | Wegen schlechtem Wetter abgesagt                                     |
| 31.01.2021 | Feldberg     | Wegen schlechten Wetter abgesagt                                     | Wegen schlechten Wetter abgesagt                                     | Wegen schlechten Wetter abgesagt                                     |
| 19.02.2020 | Reiteralm    | Sandra Näslund                                                       | Fanny Smith                                                          | Courtney Hoffos                                                      |
| 27.02.2021 | Bakuriani    | Fanny Smith                                                          | Sandra Näslund                                                       | Marielle Berger Sabbatel                                             |
| 13.03.2021 | Sunny Valley | Fanny Smith                                                          | Sandra Näslund                                                       | Katrin Ofner                                                         |
| 21.03.2021 | Veysonnaz    | Sandra Näslund                                                       | Fanny Smith                                                          | Alizée Baron                                                         |

#### Halfpipe
| Datum      | Ort              | 1. Platz                | 2. Platz                | 3. Platz                |
| ---------- | ---------------- | ----------------------- | ----------------------- | ----------------------- |
| 05.02.2021 | Mammoth Mountain | Veranstaltung abgesagt. | Veranstaltung abgesagt. | Veranstaltung abgesagt. |
| 13.03.2021 | Calgary          | Veranstaltung abgesagt. | Veranstaltung abgesagt. | Veranstaltung abgesagt. |
| 21.03.2021 | Aspen            | Rachael Karker          | Zoe Atkin               | Brita Sigourney         |

#### Slopestyle
| Datum      | Ort              | 1. Platz                | 2. Platz                | 3. Platz                |
| ---------- | ---------------- | ----------------------- | ----------------------- | ----------------------- |
| 21.11.2020 | Stubai           | Tess Ledeux             | Johanne Killi           | Eileen Gu               |
| 06.02.2021 | Mammoth Mountain | Veranstaltung abgesagt. | Veranstaltung abgesagt. | Veranstaltung abgesagt. |
| 20.03.2021 | Aspen            | Tess Ledeux             | Kirsty Muir             | Anastassija Tatalina    |
| 21.03.2021 | Font-Romeu       | Veranstaltung abgesagt. | Veranstaltung abgesagt. | Veranstaltung abgesagt. |
| 27.03.2021 | Silvaplana       | Tess Ledeux             | Sarah Höfflin           | Mathilde Gremaud        |

#### Big Air
| Datum      | Ort         | 1. Platz                | 2. Platz                | 3. Platz                |
| ---------- | ----------- | ----------------------- | ----------------------- | ----------------------- |
| 09.01.2021 | Kreischberg | Giulia Tanno            | Tess Ledeux             | Kelly Sildaru           |
| 07.03.2021 | Calgary     | Veranstaltung abgesagt. | Veranstaltung abgesagt. | Veranstaltung abgesagt. |

## Mixed-Team

### Aerials
| Datum      | Ort       | 1. Platz                                                | 2. Platz                                     | 3. Platz                                                            |
| ---------- | --------- | ------------------------------------------------------- | -------------------------------------------- | ------------------------------------------------------------------- |
| 17.01.2021 | Jaroslawl | Russland IAnastassija Prytkowa Maxim Burow Pawel Krotow | Schweiz Carol Bouvard Pirmin Werner Noé Roth | Vereinigte Staaten Ashley Caldwell Eric Loughran Justin Schoenefeld |

### Skicross
| Datum      | Ort       | 1. Platz                           | 2. Platz                                       | 3. Platz                              |
| ---------- | --------- | ---------------------------------- | ---------------------------------------------- | ------------------------------------- |
| 28.02.2021 | Bakuriani | Schweiz IJonas Lenherr Fanny Smith | Kanada IIChristopher Del Bosco Courtney Hoffos | Schweden IDavid Mobärg Sandra Näslund |